# Goldhaariger Halsbock

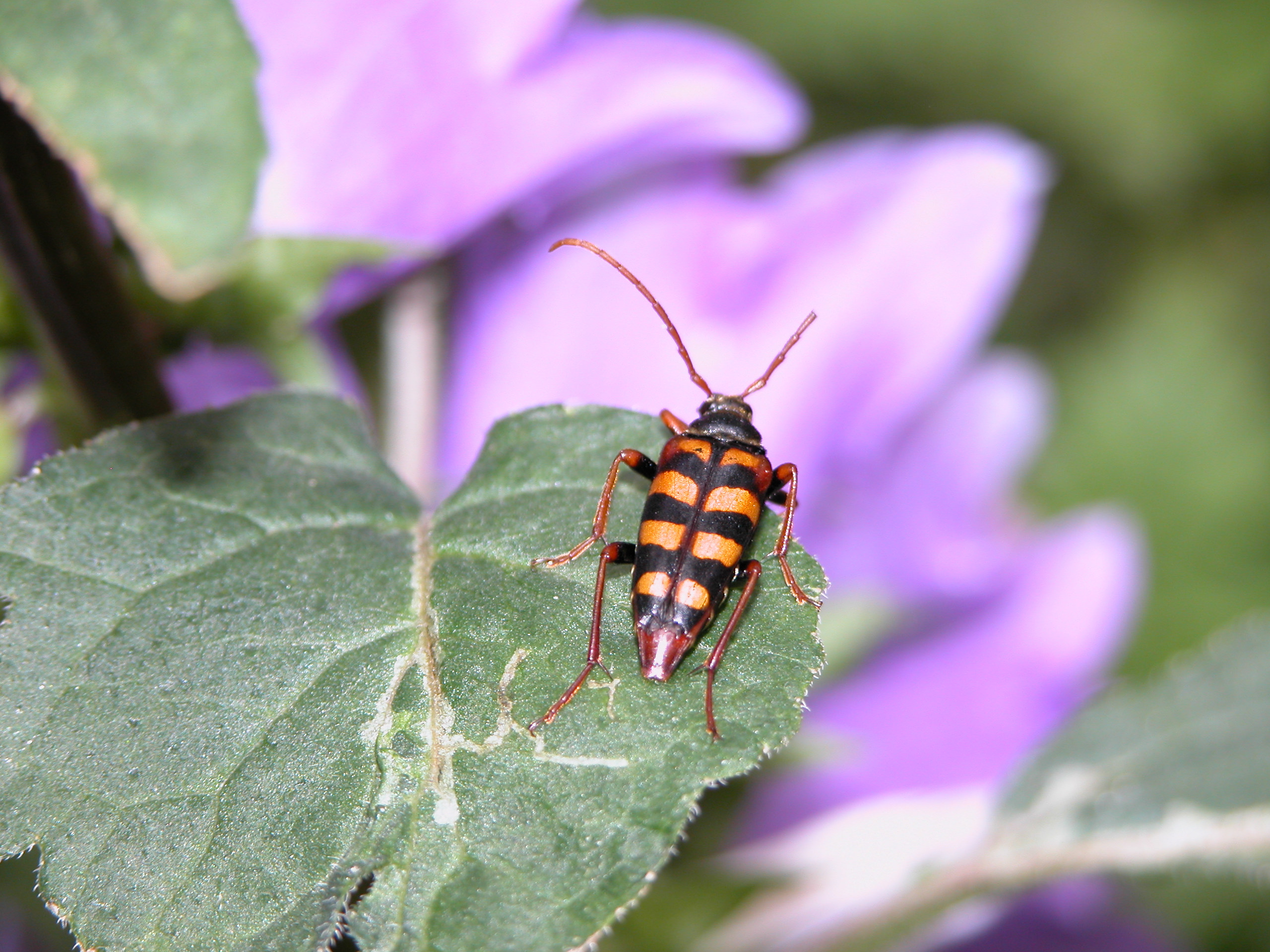
Weibchen

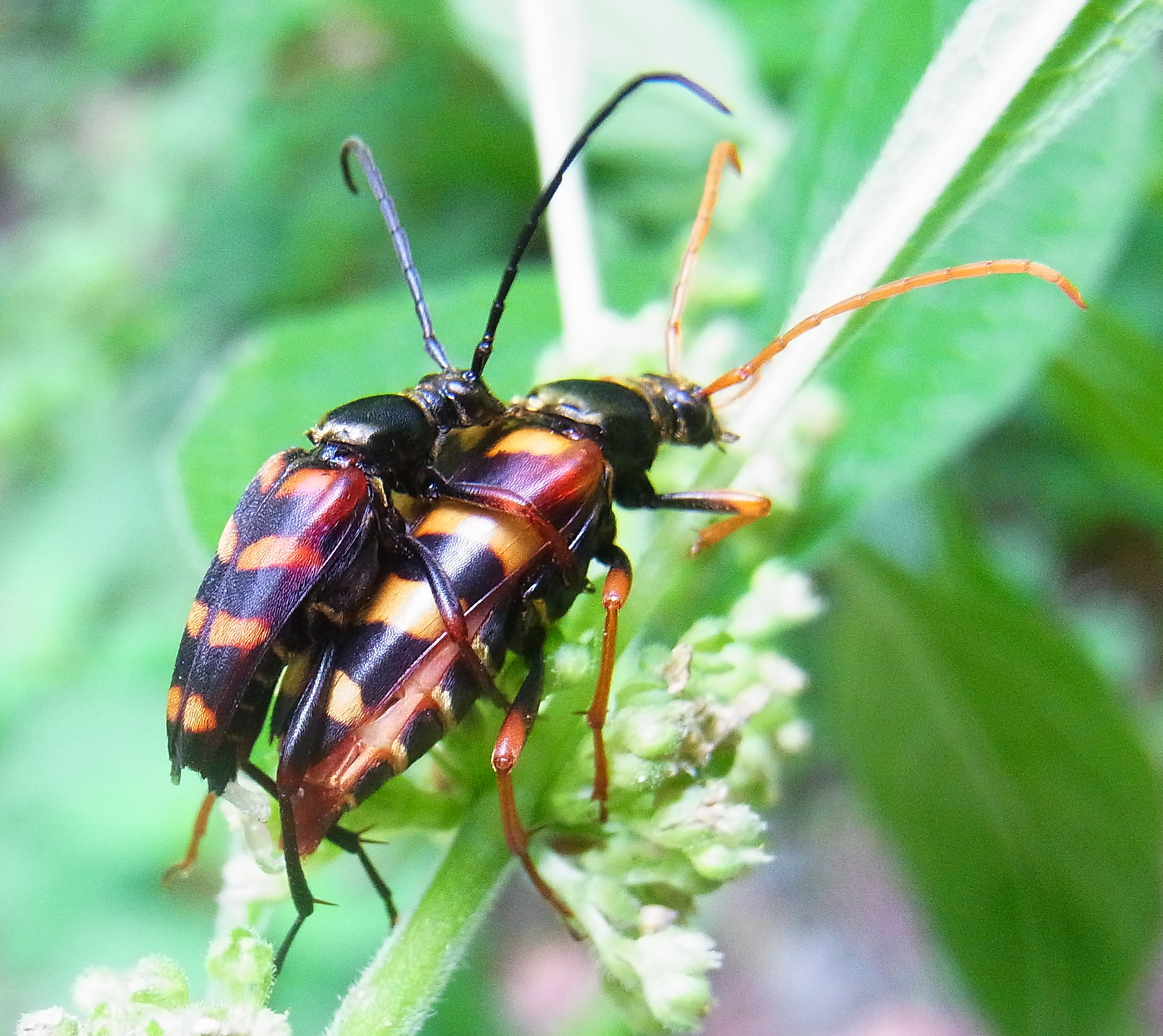
Paarung

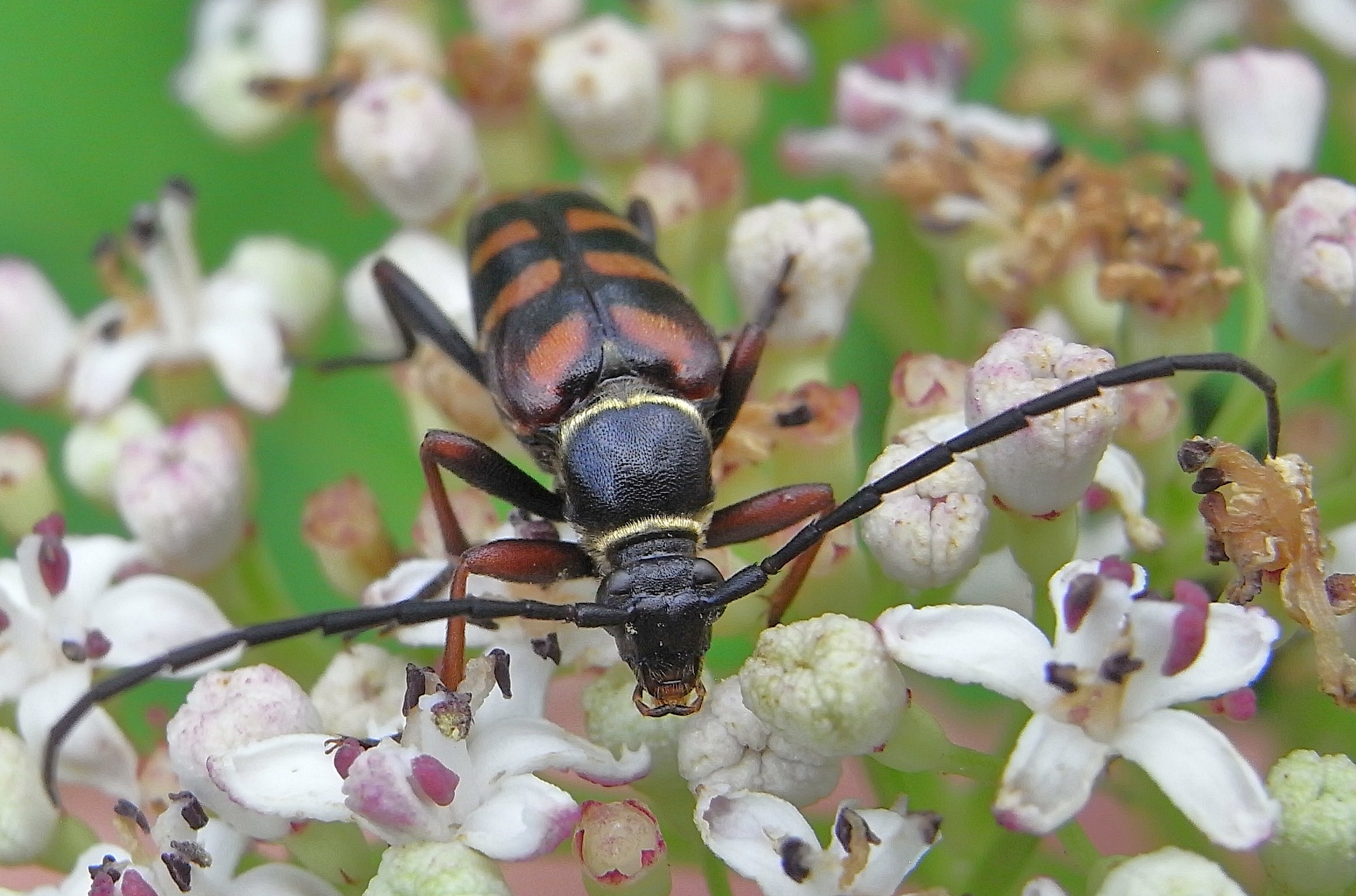
Männchen, Frontansicht

Der Goldhaarige Halsbock (Leptura aurulenta, Syn.: Strangalia aurulenta) ist ein Bockkäfer aus der Unterfamilie der Schmalböcke (Lepturinae).

## Merkmale
Der Käfer ähnelt mit seiner lebhaft rötlichgelben, dunkel querbändrigen Oberseite mit vier dunklen Querbinden dem Vierbindigen Schmalbock (Leptura quadrifasciata). Anders als bei diesem sind die Fühler und die Beine jedoch teilweise rot gefärbt. Das beste Merkmal ist die dichte goldgelbe Behaarung auf dem Vorder- und Hinterrand des Halsschilds. Die Länge der Käfer beträgt 12 bis 23 Millimeter. Die Fühler der Männchen sind schwarz, die der Weibchen gelb.

## Vorkommen
Die Art kommt in Westeuropa in Frankreich, Irland, Südengland sowie in ganz Südeuropa sowie im westlichen Nordafrika vor, besonders in Gebirgen, weniger im mediterranen Bereich. In Deutschland kommt sie in Baden-Württemberg, dem Saarland, Nordrhein-Westfalen, Rheinland-Pfalz, Bayern und Hessen vor. Sie bevorzugt hier niedere Berglagen bis etwa 500 Meter Höhe. In Österreich bewohnt sie Wärmestellen in den östlichen Bundesländern, in der Schweiz ist sie in den West- und Südkantonen unter 1000 Metern zu finden. Der Goldhaarige Halsbock lebt auch in Mähren und in der Slowakei sowie in der Türkei.

## Lebensweise
Die Käfer sind wärmeliebend (thermophil) Imagines erscheinen im Juli bis August und besuchen die Blüten von Engelwurzen (Angelica), Kälberkröpfen (Chaerophyllum), Zwerg-Holunder (Sambucus ebulus), Rubus-Arten und  Doldenblütlern. Sie fliegen mit einem hummelartigen Brummton. Die Eiablage erfolgt nach sorgfältiger Prüfung der alten Stubben und Wurzeln vielfach in die Ausfluglöcher kleiner Xylophagen.
Die Larven entwickeln sich mehrere Jahre in totem Laubholz, in alten Wurzelstöcken und Stümpfen, in faulem Klafterholz und an abgestorbenen Ästen. Als Bruthölzer werden Rotbuche (Fagus sylvatica), Eichen (Quercus), Weiden (Salix), Pappeln (Populus), Erlen (Alnus), Birken (Betulus), Edelkastanie (Castanea sativa), Walnuss (Juglans regia) und Vogel-Kirsche (Prunus avium) genannt. Die Verpuppung erfolgt im Holz.

## Systematik
Der Goldhaarige Halsbock ist eine eigenständige Art der Bockkäfer (Cerambycidae) und wird dort in die Gattung Leptura (Linnaeus, 1758) innerhalb der Schmalböcke (Lepturinae) eingeordnet. Die wissenschaftliche Erstbeschreibung stammt von dem Naturforscher Johann Christian Fabricius, der ihn 1792 beschrieb. Neben dieser Art enthält die Gattung 35 weitere Arten, mit drei weiteren in Europa.
Der Gattungsname Leptura ist von altgriechisch λεπτός ‚leptós‘ ‚dünn‘ und  οὐρά  ‚ourá‘ für ‚Schwanz‘ abgeleitet und bezieht sich auf den spitz zulaufenden Hinterleib. Die ehemals artenreiche Gattung Leptura wurde aufgeteilt und umfasst heute in Europa nur noch vier Arten. Der Artname aurulenta für „goldfarben“  bezieht sich auf die Farbe der Elytrenbinden.

## Belege
1. 1 2 3 4 5 6 7  „Art: Leptura aurulenta Fabricius, 1792 – Goldhaariger Halsbock.“ In: Bernhard Klausnitzer, Ulrich Klausnitzer, Ekkehard Wachmann, Zdeněk Hromádko: Die Bockkäfer Mitteleuropas. Die Neue Brehm-Bücherei 499, Band 2, 4. Auflage. VerlagsKG Wolf, Magdeburg 2018, ISBN 978-389432-864-1; S. 397–398.
2. ↑  Leptura aurulenta auf biolib.cz; abgerufen am 17. April 2021.
3. ↑  Sigmund Schenkling: Erklärung der wissenschaftlichen Käfernamen (Gattungen)
4. ↑  Leptura bei Fauna Europaea. Abgerufen am 24. August 2012
5. ↑  Sigmund Schenkling: Erklärung der wissenschaftlichen Käfernamen (Art)